# STS-106
STS-106は、アトランティスを用いて国際宇宙ステーション(ISS)を訪れたスペースシャトルのミッションである。

## 乗組員
- 船長 - テレンス・ウィルコット（英語版） (4)
- 操縦手 - スコット・アルトマン (2)
- ミッションスペシャリスト1 - エドワード・ルー (2)
- ミッションスペシャリスト2 - リチャード・マストラキオ（英語版） (1)
- ミッションスペシャリスト3 - ダニエル・バーバンク（英語版） (1)
- ミッションスペシャリスト4 - ユーリ・マレンチェンコ (2)
- ミッションスペシャリスト5 - ボリス・モロコフ（英語版） (1)

## ミッションパラメータ
- 質量:
  - 打上げ時:115,259 kg
  - 着陸時:100,369 kg
  - ペイロード:10,219 kg
- 近点:375 km
- 遠点:386 km
- 軌道傾斜角:51.6°
- 軌道周期:92.2分

### ISSとのドッキング
- ドッキング:2000年9月10日5時51分25秒(UTC)
- ドッキング解除:2000年9月18日3時46分00秒(UTC)
- ドッキング時間:7日21時間54分35秒

### 宇宙遊泳
- 開始:2000年9月11日4時47分(UTC)
- 終了:2000年9月11日11時01分(UTC)
- 時間:6時間14分

## ミッションハイライト

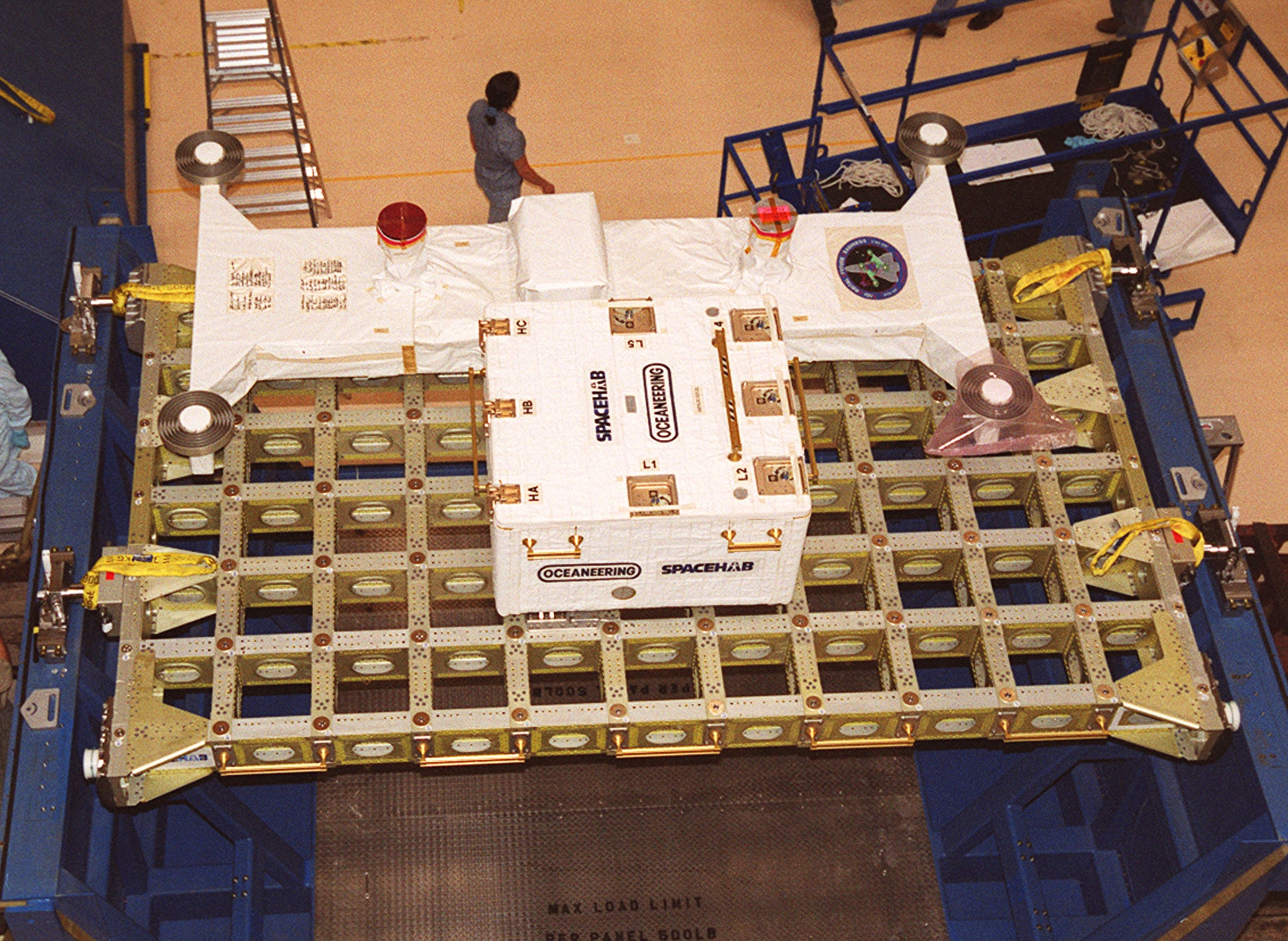
ICC STS-106

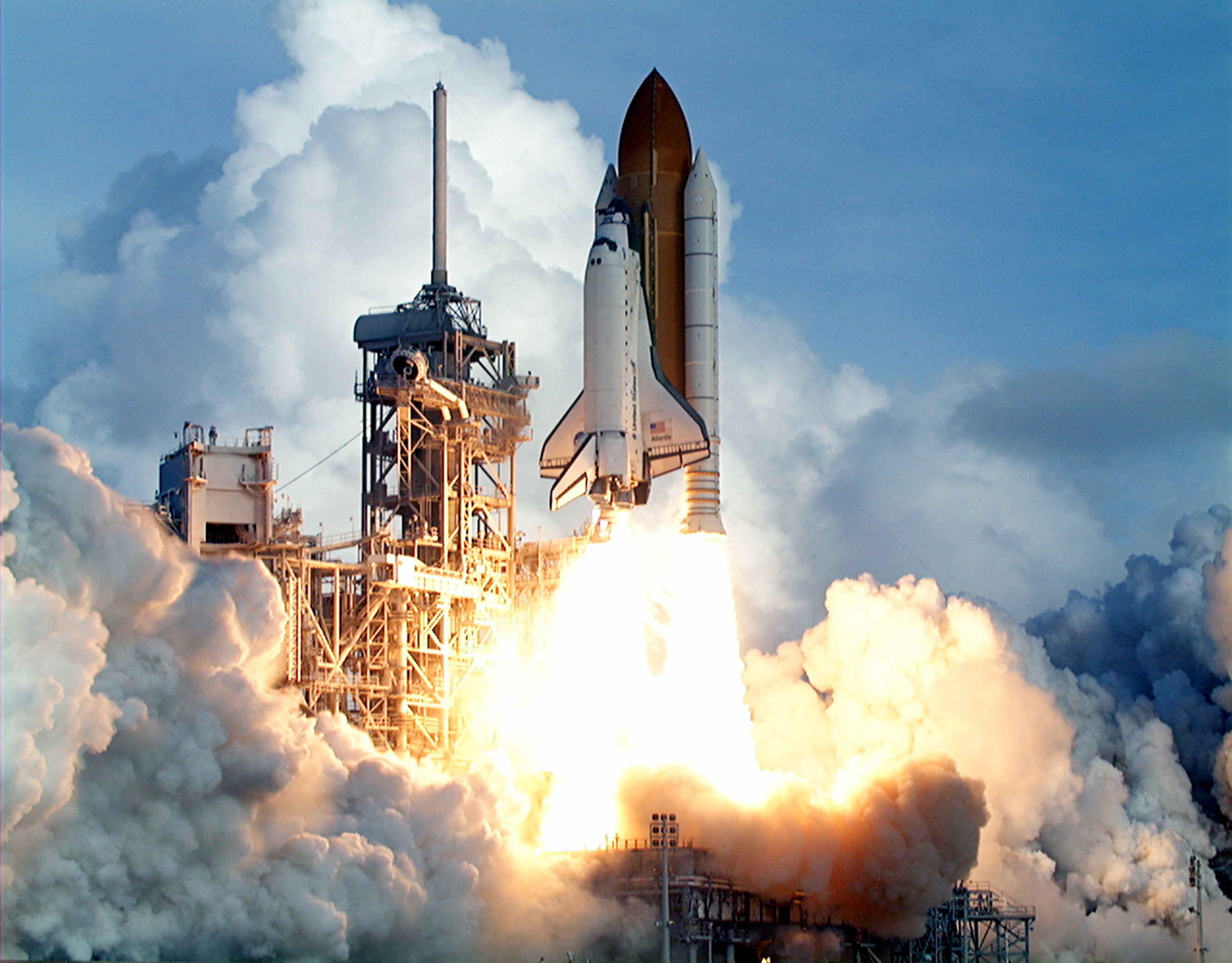
STS-106におけるアトランティスの打上げ

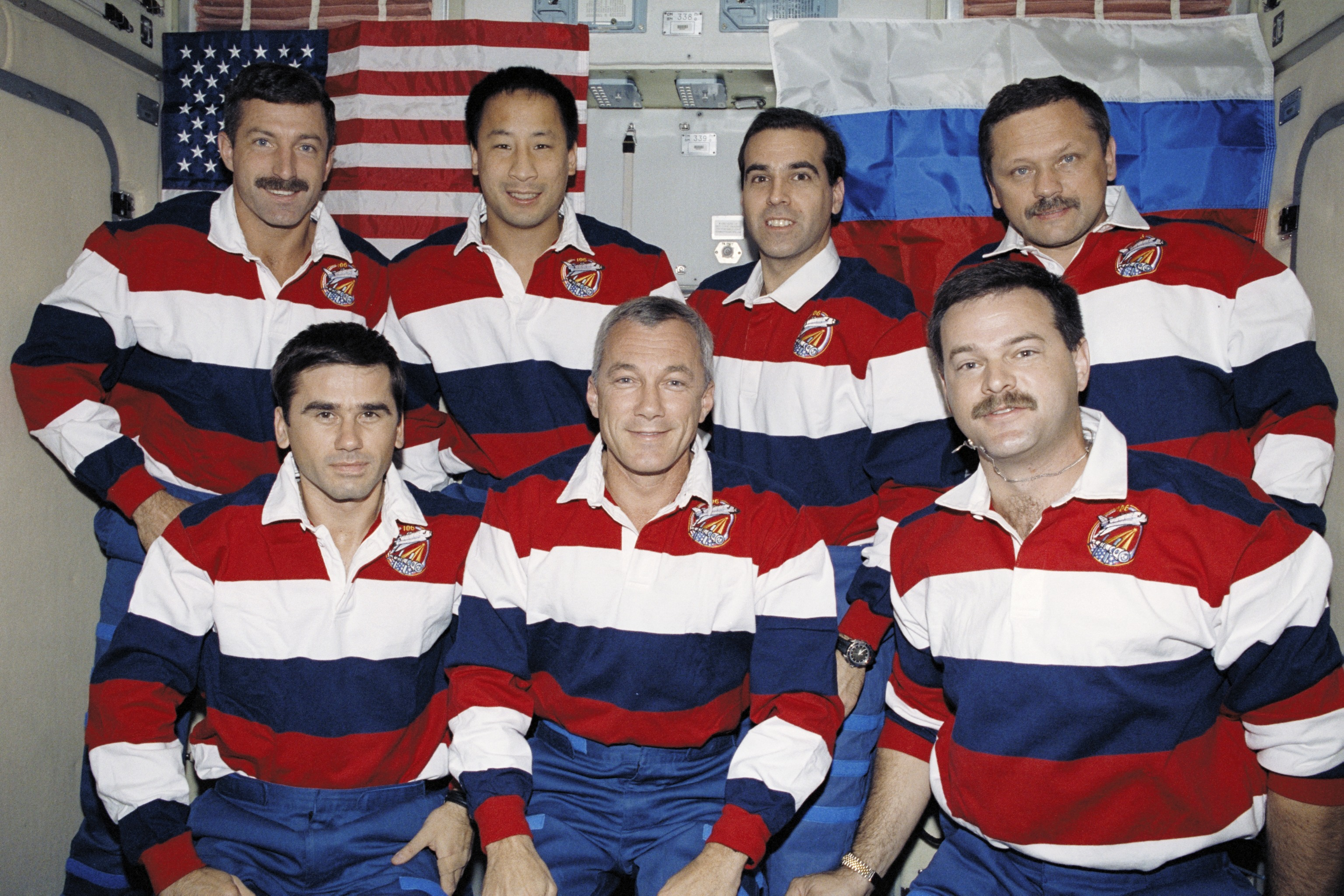
宇宙飛行中の乗組員

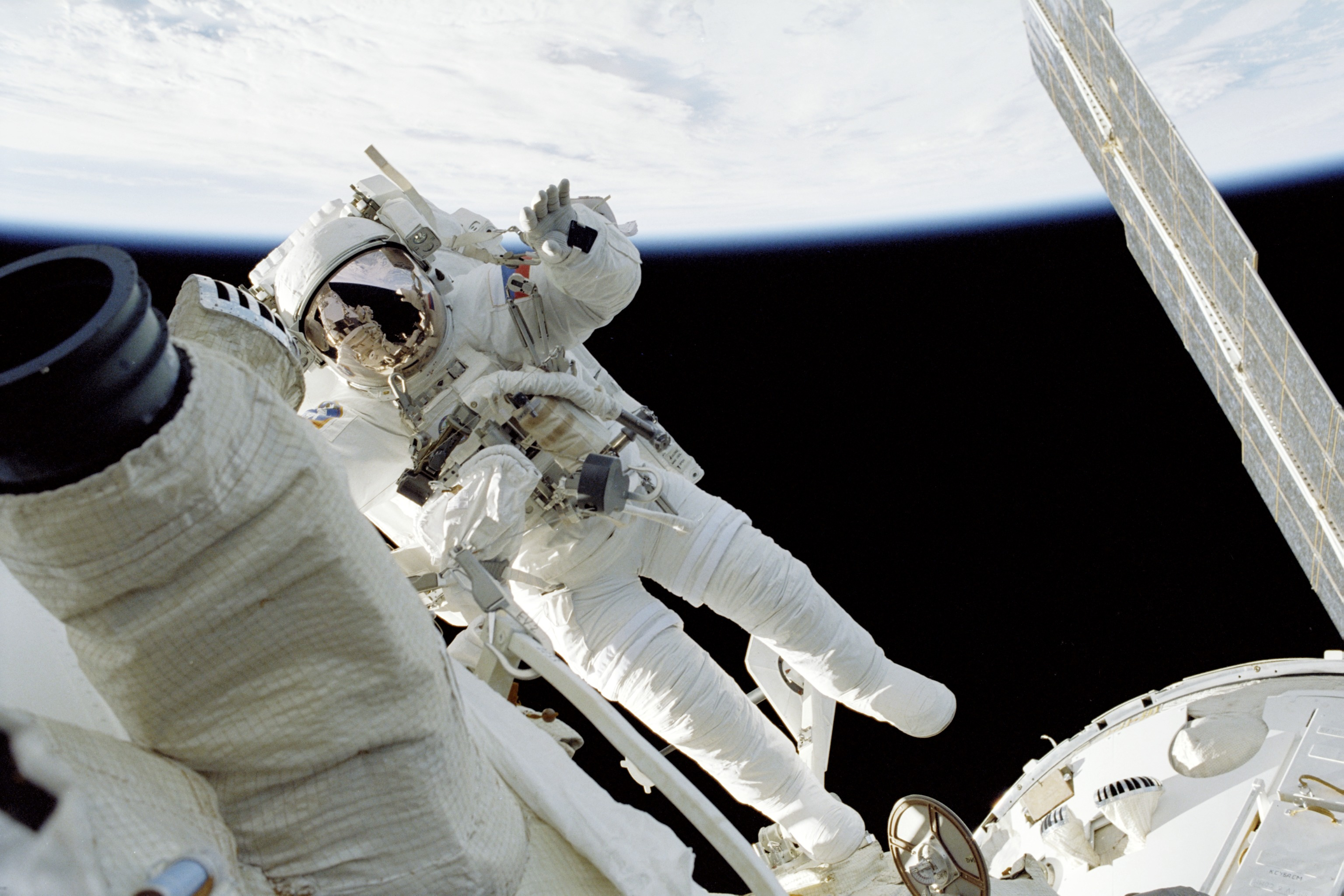
9月11日に行われた宇宙遊泳中のマレンチェンコ

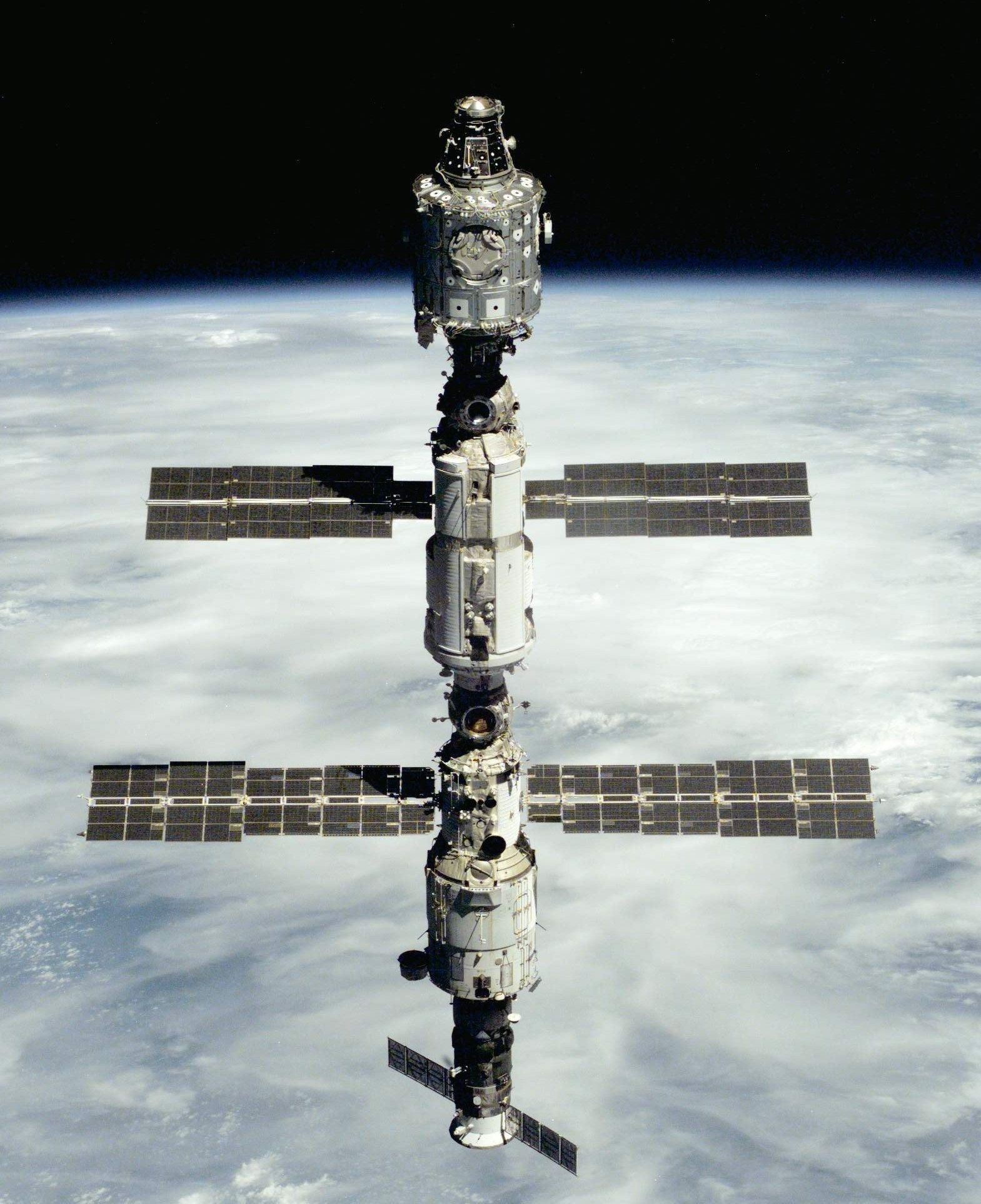
STS-106から見た国際宇宙ステーション。ユニティ、ザーリャ、ズヴェズダのモジュールにプログレス補給船がドッキングしている。

ISS組立てミッションISS-2A.2b では、SPACEHAB Double ModuleとIntegrated Cargo Carrier (ICC)を用いてISSへの補給品が運ばれた。またこのミッションでは、2度の船外活動が行われた。
4度目の宇宙飛行となる船長のテレンス・ウィルコットは、7名の乗組員を指揮した。11日間のミッションで、ウィルコットらは1週間をISSの中で過ごし、アトランティス後部のSPACEHABとズヴェズダにドッキングしたロシアのプログレスM-1からの荷物を降ろした。ズヴェズダは7月26日にISSに接続されたばかりで、当初は居住区域として用いられた。
ミッションの目標は、2000年秋に予定されていた初めての長期滞在のためにズヴェズダの準備をすることであった。ウィリアム・シェパードを船長とする第1次長期滞在の乗組員は、2000年10月31日にソユーズで地球を出発し、新しい開拓地での4ヶ月間の生活を始めた。
飛行3日目、ともに2度目の宇宙飛行となるエドワード・ルーとユーリ・マレンチェンコは、6時間14分の船外活動を行った。船外活動の目的は、電源ケーブルやデータ通信のためのケーブルをズヴェズダとザーリャの間に敷設することと6フィートの長さの磁気センサを設置することであった。磁気センサは、ズヴェズダの地球からの角度を測定するための三次元コンパスとして設計されたものであった。
ルーとマレンチェンコは、100フィート以上上のカーゴベイまで命綱と手すりを使って移動し、スペースシャトル外の最遠での船外活動となった。彼らはバーバンクとマストラキオのロボットアームによる手助けを受けて作業を完了し、この船外活動は、スペースシャトルの歴史上ちょうど50回目の船外活動となった。また、これは、1997年10月にミールで行われた時に続き、スペースシャトル外での2度目のアメリカ合衆国とロシアの共同での船外活動となった。ルーは赤い縞模様の宇宙服、マレンチェンコは純白の宇宙服を着た。マレンチェンコは、1994年にミールに4ヶ月滞在していた時に合計12時間の船外活動を経験していたが、ルーにとっては初めての船外活動であった。ダン・バーバンクは、船外活動の振付師を務めた。
ミッションスペシャリストのリック・マストラキオは、このミッションのロボットアーム操作の責任者で、ルーとマレンチェンコが組立て作業を行っていた間に、カナダが設置したアームを用いて2人の移動を行った。マストラキオのバックアップは、操縦手のスコット・アルトマンが務めることになっていた。
乗組員の最後のメンバーはボリス・モロコフで、モロコフはプログレスからの荷下ろしを担当した。
飛行4日目、乗組員は与圧結合アダプタ-2を通じてISSに入り、3トン以上の補給品等の移動作業を開始した。アトランティスの乗組員は、7月にバイコヌール宇宙基地から打ち上げられて以来初めてズヴェズダの内部に入った。さらに、Reaction Control System (RCS)を用いて再起動し、ISSを高い軌道に押し上げた。
補給品の移動と維持の作業は5日目も続き、消耗品は必要な量以上あったので、ミッションは1日延ばされることになった。
飛行5日目の活動には、ズヴェズダ内への3つのバッテリーの設置等があった。打上げ時の重量を減らすため、ズヴェズダは8つのうち5つのバッテリーしか積まない状態で打ち上げられた。
ルーとマレンチェンコは、飛行6日目の大部分をズヴェズダへの電圧電流安定装置の設置に費やした。電子システムや水を水素と酸素に電気分解する装置も設置され、最初の乗組員到着後に起動された。
乗組員は、6つの100ポンドの水の容器や最初の乗組員用の全ての食物、事務用品、コンピュータ等を含み、6000ポンド以上の荷物をISS内に移動した。
乗組員は、5日と9時間21分をISSで過ごした。ウィルコットとアルトマンは4つのブースターを操作してISSを約233マイルから241マイルの軌道に移し、平均高度を14マイル上昇させた。ISSへの結合から7日と21時間54分後、アトランティスは11時46分(EDT)にドッキングを解除した。
アトランティスは、490万マイルの飛行で3トン以上の荷物をISSに運んだ。アマチュア無線の無線機が、STS-106で初めて宇宙に運ばれ、ISSに設置されて、第1次長期滞在の乗組員によって用いられた。